# 藤原連茂
藤原 連茂（ふじわら の つらしげ）は、平安時代初期から中期にかけての貴族。藤原北家魚名流、備前守・藤原直道の子。官位は従五位下・出羽守。

## 概要
出羽守や但馬守を歴任。位階は従五位下。子孫には善勝寺流の祖・藤原顕季がいる。

## 系譜
- 父：藤原直道
- 母：不詳
- 妻：不詳
  - 男子：藤原佐忠（?-?）
  - 男子：藤原佐衡
  - 男子：藤原佐氏
  - 男子：藤原佐国